# تپه سلیمان تره
تپه سلیمان تره مربوط به هزاره اول قبل از میلاد است و در شهرستان بروجرد، بخش مرکزی، روستای همیانه واقع شده و این اثر در تاریخ ۱۲ بهمن ۱۳۸۱ با شمارهٔ ثبت ۷۱۲۴ به‌عنوان یکی از آثار ملی ایران به ثبت رسیده است.